# (16928) 1998 FF70
A (16928) 1998 FF70 a Naprendszer kisbolygóövében található aszteroida. A LINEAR projekt keretében fedezték fel 1998. március 20-án.